# 島多代
島 多代（しま たよ、1937年7月6日 - 2017年11月27日）は、国際児童図書評議会会長などを歴任した、日本の絵本、児童書研究家。松本烝治、川上俊彦の孫。

## 家系と生い立ち
東京生まれ。
父の松本正夫は哲学者・慶應義塾大学教授であり、父方の祖父松本烝治は東京帝国大学教授から商工大臣などを務めた商法学者、曾祖父・松本荘一郎は鉄道庁長官を務めた鉄道技術者、また、父方の祖母・千は、小泉信三の姉であった。また、母方の祖父・川上俊彦はロシア通の外交官であった。
12歳のときに小児まひとなり、闘病中に読書にふけるようになる。

## 経歴
聖心女子大学卒業後、1961年に聖心会の活動として欧米への公演旅行を経験した。
三村征雄宅で見合いをした鉄道技術者の島隆と1962年10月に結婚。
1965年、島が外務省出向、ニューヨーク勤務となり、夫と娘2人とともに渡米し、1969年に帰国するまで、ニューヨークに滞在する。
帰国後、カトリック系の出版社である至光社の編集者となり、いわさきちひろの担当などを経験する。至光社では、日本の絵本を海外に売り込むためヨーロッパの書籍市へ出向くこともあり、また、当時の同僚には末盛千枝子(舟越保武長女で末盛憲彦妻)がいた。
1981年、島が世界銀行へ出向したのに同行して、再度一家で渡米し、ワシントンD.C.近郊に滞在する。1982年から、スミソニアン博物館で児童書講座に学ぶ。また、この頃、アメリカ議会図書館が所蔵していた日本語児童書のカタログ作成に従事することになる。
アメリカ図書館協会の異文化圏児童図書選定委員会委員を務めた。
約3000点におよぶ絵本や、ポスターなどの個人コレクションをもとに、1988年に私設図書館「ミュゼ・イマジネール」を、北品川の自宅に開設し、以降、主宰者として活動した。
国際児童図書評議会 (IBBY) では、1990年に理事、1992年に副会長、1998年に会長となった。
1997年以降、評議員を務める東京子ども図書館において継続的に「絵本の歴史」をテーマにした講演会を行った。
2004年には、多年にわたる功労に対し社会貢献者表彰として日本財団賞を贈られた。
2017年、病気のため死去。2020年には島隆も死去している。墓所は多磨霊園。

## 共編
- 『ソビエトの絵本 1920-1930』ジェームス・フレーザー共編　リブロポート、1991
- 『日本の絵本 絵本が表現してきたもの』小野かおる共編　ベルリン日独センター、2005

### 翻訳
- モーリス・センダック『センダックの絵本論』脇明子共訳　岩波書店、1990
- エリナー・ファージョン文 エリザベス・オートン・ジョーンズ絵『ちいさなもののいのり』新教出版社　2010

## 演じた俳優
- 藤井美菜 - 「妻たちの新幹線」(2014年10月25日 NHK総合テレビ・NHK名古屋放送局製作)

## 家族
- 父・松本正夫（1910年生） - 慶応大学教授。松本荘一郎の子・松本烝治と小泉信吉の娘・千の長男。千の弟に小泉信三。
- 母・清（1911年生） - 川上俊彦の娘[15]
- 姉・千世（1935年生） - 米国マンハッタンビルカレッジ卒[16]。夫は三田義正の孫の三田正樹（三和国際基金専務理事）[16]。千世は美智子皇后の聖心女子大学時代の同級生[17]。
- 妹・百代（1938年生） - 夫は富士ゼロックスの小林陽太郎[17]。
- 妹・萬千（1942年生） - 夫は山下太郎 (山下汽船)次男・山下洋二郎（元住友海上火災専務）[17]
- 夫・島隆 (鉄道技術者) - 島安次郎の孫。島秀雄の二男。